# St. Regis Chicago
Pour les articles homonymes, voir Saint-Régis.
Le St. Regis Chicago (anciennement connu sous le nom de Wanda Vista Tower ou simplement Vista Tower ) est un gratte-ciel de 101 étages et de 363 mètres construit à Chicago, dans l'État de l'Illinois,,,,. La Chicago Plan Commission (en français « Commission du plan de Chicago ») approuva l'immeuble le 19 novembre 2015, lors d'une réunion qui approuva également l'aménagement du NEMA. Sa construction s'est achevée en 2021.
Le St. Regis Chicago est situé au 363 East Wacker Drive dans le quartier de New Eastside, dans la partie nord-est du secteur financier du Loop (Downtown Chicago). Bordant le bras principal de la rivière Chicago, le bâtiment se trouve à proximité de l'Aon Center et du Two Prudential Plaza, deux des plus hautes constructions de Chicago.

## Description
La construction commença en août 2016 et s'acheva en 2020. À son achèvement, le bâtiment devint le troisième plus haut bâtiment de la ville derrière la Willis Tower et la Trump International Hotel and Tower, avec une hauteur de 1 190 pieds (363 m).
Conçu par une équipe dirigée par l'architecte Jeanne Gang, le St. Regis Chicago remplaça le gratte-ciel Aqua (également conçu par une équipe dirigée par Jeanne Gang) en tant que structure la plus haute au monde conçue par une femme. Deux des plus hautes structures de la ville de Chicago furent conçues par une femme. Le St. Regis Chicago est un projet conjoint du Magellan Development Group et du Wanda Group. Le coût estimatif initial de la construction était de 900 millions de dollars.

## Usage
Le projet était initialement prévu pour accueillir la chaîne d'hôtels de luxe Wanda Group (un conglomérat chinois regroupant des activités liées au tourisme, à l'hôtellerie et au cinéma), sa première en Amérique du Nord, et inclure des résidences en copropriété. Conformément au plan général, le St. Regis Chicago contient 393 résidences en copropriété et 191 chambres d'hôtel, dont 33 suites.

## Architecture
L'architecte en chef du bâtiment est Jeanne Gang, directrice du Studio Gang Architects. Le cabinet bKL Architecture, basé à Chicago, est l'architecte attitré du projet. Le projet comporte trois tours interconnectées de hauteurs différentes : les tours est, intermédiaire et ouest sont respectivement hautes de 47, 71 et 93 étages, pour une hauteur totale de 101 étages ; les étages restants sont occupés par des locaux techniques. Une fois le projet achevé, les concepteurs de la tour visent une certification LEED (Leadership in Energy and Environmental Design) de niveau argent.
Les trois tours présentent un design curviligne. Elles présentent 6 teintes de verre différentes. Le Chicago Tribune décrivit le design comme « des piles de pyramides effilées et tronquées qui alternent entre l'endroit et l'envers ».
La structure se compose de trois tours interconnectées, appelées « tiges », de hauteurs différentes et disposées en escalier. Les tiges sont formées d'une alternance de formes pyramidales tronquées appelées « troncs », ce qui donne à chaque tour une apparence ondulante, encore accentuée par les différentes nuances de verre en alternance. La composition a été comparée à la Colonne sans fin (Endless Column) du sculpteur Constantin Brâncuși. Selon Studio Gang Architects, la tour « se présente comme trois volumes interconnectés de différentes hauteurs, se déplaçant rythmiquement dans et hors du plan » en raison de la conception curviligne. 
L'intérieur des condominiums fut conçu par le cabinet de design hôtelier Hirsch Bedner Associates, tandis que l'intérieur de l'hôtel fut conçu par le cabinet d'architectes Gensler de San Francisco. La société OLIN, basée à Philadelphie, concevra les espaces verts du projet, y compris les jardins sur le toit. L'ingénierie structurelle de la tour a été gérée par Magnusson Klemencic Associates.